# إسحاق غوميز
إسحاق غوميز (بالإسبانية: Isaac Gómez)‏ (28 أكتوبر 1995 مدريد إسبانيا - ) هو لاعب كرة قدم إسباني يلعب كلاعب وسط.

## روابط خارجية
- إسحاق غوميز على موقع قاعدة بيانات كرة القدم.إي يو (الإنجليزية)
- إسحاق غوميز على موقع Soccerway.com (الإنجليزية)